# Ludovico IV del Palatinato
Ludovico IV di Wittelsbach (Heidelberg, 1º gennaio 1424 – Worms, 13 agosto 1449) fu elettore palatino del Reno della dinastia dei Wittelsbach dal 1436 al 1449.

## Biografia
Ludovico IV era figlio di Ludovico III del Palatinato e della sua seconda moglie, Matilde di Savoia.
Dalla morte del padre nel 1436 fino al 1442, governò il Palatinato sotto la guida dello zio, il conte Ottone I del Palatinato-Mosbach. Nel 1444 respinse l'attacco degli Armagnac come capitano dell'esercito imperiale.
Nel 1445 sposò Margherita di Savoia, vedova del re Luigi III di Napoli (1403 – 1434), e figlia del duca Amedeo VIII di Savoia, dalla quale ebbe un figlio, Filippo. Quando morì nel 1449 a, soli 25 anni, suo fratello Federico ereditò il Palatinato. Ludovico venne sepolto nella chiesa del Santo Spirito a Heidelberg.

## Ascendenza
|                             |                         |                            | Genitori                  |  |  | Nonni |  |  | Bisnonni                  |  |  | Trisnonni             |  |
|                             |                         |                            |                           |  |  |       |  |  | Roberto II del Palatinato |  |  | Adolfo del Palatinato |  |
|                             |                         |                            |                           |  |  |       |  |  | Roberto II del Palatinato |  |  | Adolfo del Palatinato |  |
|                             |                         | Irmengarda di Oettingen    |                           |  |  |       |  |  | Roberto II del Palatinato |  |  |                       |  |
| Roberto del Palatinato      |                         |                            |                           |  |  |       |  |  | Roberto II del Palatinato |  |  |                       |  |
|                             |                         | Beatrice d'Aragona         | Pietro II di Sicilia      |  |  |       |  |  |                           |  |  |                       |  |
|                             |                         | Beatrice d'Aragona         | Pietro II di Sicilia      |  |  |       |  |  |                           |  |  |                       |  |
|                             |                         | Beatrice d'Aragona         | Elisabetta di Carinzia    |  |  |       |  |  |                           |  |  |                       |  |
| Ludovico III del Palatinato |                         | Beatrice d'Aragona         |                           |  |  |       |  |  |                           |  |  |                       |  |
|                             |                         | Federico V di Norimberga   | Giovanni II di Norimberga |  |  |       |  |  |                           |  |  |                       |  |
|                             |                         | Federico V di Norimberga   | Giovanni II di Norimberga |  |  |       |  |  |                           |  |  |                       |  |
|                             |                         | Federico V di Norimberga   | Elisabetta di Henneberg   |  |  |       |  |  |                           |  |  |                       |  |
| Elisabetta di Norimberga    |                         | Federico V di Norimberga   |                           |  |  |       |  |  |                           |  |  |                       |  |
|                             |                         | Elisabetta di Meißen       | Federico II di Meißen     |  |  |       |  |  |                           |  |  |                       |  |
|                             |                         | Elisabetta di Meißen       | Federico II di Meißen     |  |  |       |  |  |                           |  |  |                       |  |
|                             |                         | Elisabetta di Meißen       | Matilde di Baviera        |  |  |       |  |  |                           |  |  |                       |  |
| Ludovico IV del Palatinato  |                         | Elisabetta di Meißen       |                           |  |  |       |  |  |                           |  |  |                       |  |
|                             | Giacomo di Savoia-Acaia | Filippo I di Savoia-Acaia  |                           |  |  |       |  |  |                           |  |  |                       |  |
|                             | Giacomo di Savoia-Acaia | Filippo I di Savoia-Acaia  |                           |  |  |       |  |  |                           |  |  |                       |  |
|                             | Giacomo di Savoia-Acaia | Caterina de la Tour du Pin |                           |  |  |       |  |  |                           |  |  |                       |  |
| Amedeo di Savoia-Acaia      | Giacomo di Savoia-Acaia |                            |                           |  |  |       |  |  |                           |  |  |                       |  |
|                             |                         | Margherita di Beaujeu      | Édouard de Beaujeu        |  |  |       |  |  |                           |  |  |                       |  |
|                             |                         | Margherita di Beaujeu      | Édouard de Beaujeu        |  |  |       |  |  |                           |  |  |                       |  |
|                             |                         | Margherita di Beaujeu      | …                         |  |  |       |  |  |                           |  |  |                       |  |
| Matilde di Savoia           |                         | Margherita di Beaujeu      |                           |  |  |       |  |  |                           |  |  |                       |  |
|                             |                         | Amedeo III di Ginevra      | Guglielmo III di Ginevra  |  |  |       |  |  |                           |  |  |                       |  |
|                             |                         | Amedeo III di Ginevra      | Guglielmo III di Ginevra  |  |  |       |  |  |                           |  |  |                       |  |
|                             |                         | Amedeo III di Ginevra      | Agnese di Savoia          |  |  |       |  |  |                           |  |  |                       |  |
| Caterina di Ginevra         |                         | Amedeo III di Ginevra      |                           |  |  |       |  |  |                           |  |  |                       |  |
|                             |                         | Matilde d'Alvernia         | Roberto III d'Alvernia    |  |  |       |  |  |                           |  |  |                       |  |
|                             |                         | Matilde d'Alvernia         | Roberto III d'Alvernia    |  |  |       |  |  |                           |  |  |                       |  |
|                             |                         | Matilde d'Alvernia         | Beatrice di Montgascon    |  |  |       |  |  |                           |  |  |                       |  |
|                             |                         | Matilde d'Alvernia         |                           |  |  |       |  |  |                           |  |  |                       |  |